# Закон о закиси азота
Федеральный закон «Об ограничении оборота закиси азота в Российской Федерации» был принят Государственной думой 22 декабря 2020 года, одобрен Советом Федерации 25 декабря, подписан и обнародован Президентом РФ 29 декабря 2020 года. Вступил в силу 1 января 2021 года.
Закон регулирует оборот закиси азота в Российской Федерации. Корреспондирующими нормами в Кодексе об административных правонарушениях и в Уголовном кодексе устанавливается ответственность за нарушение обращения закиси азота на территории страны.
Закись азота — это бесцветный газ, соединение с химической формулой N2O. Медицинскую закись азота используют для наркоза в стоматологии и анастезии при операционных вмешательствах. Также она используется и в промышленности. При вдыхании вещество вызывает состояние эйфории и смех. Запрета на продажу и ограничения по применению закиси азота до 2021 года в российском законодательстве не было. Данное вещество не входило в список наркотических или одурманивающих веществ. Шарики с этим газом можно было купить на дискотеках и в ночных клубах или заказать в Интернете с доставкой на дом.
Продавцы позиционировали использование вещества как безопасное для здоровья развлечение, но на деле вдыхание «веселящего газа» приводит к наркотическому опьянению и зависимости. Закись азота может вызвать сильные головные боли, звуковые галлюцинации, обмороки, поражение мозга, нарушение работы сердца и даже смерть.

## Действие закиси азота на организм
Закись азота — одно из первых изученных газообразных веществ с ярко выраженным наркотическим действием. Впервые оно было получено Джозефом Пристли. В 1800 году Хемфри Деви обнаружил опьяняющее и обезболивающее свойства этого газа.
Закись азота применяется в медицинских целях для анестезии. Газ дают ожоговым пациентам при перевязках в пропорции 30 на 70 % в сочетании с чистым кислородом. Использование газа началось в 1844 году и до сих пор остаётся основным газообразным средством для ингаляционного наркоза. Используется в хирургической практике, оперативной гинекологии, применяется при обезболивании родов.
При немедицинском использовании закись азота быстро вытесняет кислород из лёгких, полностью заполняя собой альвеолы и вызывая кислородное голодание. Параллельно наркотический газ оказывает гнетущее влияние на активность дыхательного центра. Развивается гиперкапния. В результате кислородного голодания мозга наблюдаются помрачённые состояния сознания с галлюцинациями.
В первую очередь происходит деградация нервной системы. Возникает асфиксия, брадикардия, аритмия, падает артериальное давление, происходит угнетение дыхания, спутанность сознания, нервное возбуждение. Развивается атрофия головного мозга с нарушением когнитивных процессов, спинного мозга, нарушение слуха и осязания.
Если вдыхать закись азота более одного часа, есть риск для развития паралича, геми- и тетрапареза. Употребление закиси азота более 6 часов ведёт к токсическому воздействию на кроветворение. Тератогенное воздействие на эмбрион установлено экспериментально. При этом антидотов к закиси азота («веселящему газу») не существует.
Несмотря на это, по данным ВОЗ, 8,8 % людей в возрасте от 16 до 24 лет употребляет закись азота.

## Происшествия, связанные с закисью азота
Статистика по смертям от вдыхания закиси азота в России не ведется, но российские СМИ сообщали о нескольких историях, в которых люди погибали в результате употребления закиси азота.
В России первый случай острой интоксикации закисью азота был зафиксирован в сентябре 2012 года в городе Тамбове. Трое студентов, два молодых человека и девушка, получили повреждения головного мозга, вызванной кислородной недостаточностью. Они были госпитализированы в областную психиатрическую больницу с эмоциональными нарушениями, часто перераставшими в агрессивное поведение и сопровождались галлюцинациями. По словам медиков, вероятность того, что тамбовские студенты навсегда останутся с поврежденной психикой, была высока.
Аналогичный инцидент произошел в том же году в Пензе. Три пациента с острым отравлением закисью азота попали в наркологическую больницу.
В феврале 2019 года большой общественный резонанс вызвала авария, произошедшая на Невском проспекте в Санкт-Петербурге: молодой человек, управляя автомобилем, вылетел на тротуар, не предпринимая попыток остановиться. В результате двое человек погибли, ещё троих доставили в больницу в тяжелом состоянии с различными травмами. Следствием было установлено, что молодой человек, управлявший иномаркой, находился в состоянии опьянения, вызванном употреблением закиси азота.
В городе Златоусте Челябинской области 15-летнего подростка нашли мёртвым. Он надышался закисью азота до летального исхода. Тело юноши нашли 10 июля 2019 года в квартире одного из домов города.
6 марта 2020 года в квартире одного из жилых домов на улице Кастанаевская города Москвы полицейские обнаружили тела украинских шахматистов — 18-летней Александры Вернигоры и 27-летнего Станислава Богдановича. Предположительной причиной смерти молодых людей мог стать «веселящий газ», так как на головах обоих были полиэтиленовые мешки, а рядом лежал газовый баллон.
22 марта 2020 года в поселке Ярега Республики Коми нашли мертвой 13-летнюю девочку с пакетом на голове. Криминалисты установили, что школьница умерла от асфиксии дыхательных путей. Рядом с её телом нашли баллончик с «веселящим газом».

## Российское регулирование оборота закиси азота

### Одурманивающие вещества в российском законодательстве
Термин «одурманивающие вещества» появился в российском законодательстве в 1992 году. Министерству здравоохранения РФ был подчинён Постоянный комитет по контролю за наркотиками (ПККН). Этот межведомственный орган возник в 1977 году на основании статьи 17 ратифицированной Конвенции о наркотических веществах от 1961 года, а также статьи 6 Конвенции о психотропных веществах 1971 года.
В 1996 году был издан первый список одурманивающих веществ, который пополнялся протокольными решениями комиссии при ПККН. Всего было проведено 4 заседания комиссии, последнее из которых датируется 2 февралём 2007 года. В отличие от списков наркотических, сильнодействующих и ядовитых веществ, данный список включал вещества, не выведенные из свободного оборота. Одурманивающие вещества свободно реализовывались через фармацевтические компании и торговые сети. К таким веществам относилась и закись азота.
Помимо закиси азота, к списку одурманивающих веществ также относились:
- смесь клофелина с алкоголем;
- смесь димедрола с алкоголем;
- смесь барбитуратов с алкоголем;
- хлороформ;
- диэтиловый эфир;
- толуол;
- хлорэтил;
- спиртовые экстракты растений, содержащие алкалоиды тропановой группы — Красавка (Белладонна), Дурман индейский и др.
- ксенон;
- смесь доксиламина сукцината с алкоголем;
- смесь клозапина с алкоголем[4].

В 2007 году ПККН фактически прекратил свою деятельность, а в 2011 году комитет был расформирован. Перечень наркотических средств, психотропных веществ и их прекурсоров, а также списки сильнодействующих и ядовитых веществ стало вести Правительство РФ. Напротив, список одурманивающих веществ остался за рамками какого-либо государственного регулирования.
Создалась правовая коллизия, поскольку на одурманивающие вещества ссылается Уголовный кодекс РФ (статья 151 «Вовлечение несовершеннолетнего в совершение антиобщественных действий»), КоАП РФ (ст. 6.10. «Вовлечение несовершеннолетнего в употребление алкогольной и спиртосодержащей продукции, новых потенциально опасных психоактивных веществ или одурманивающих веществ»), а также ряд статей Федерального закона «Об основах системы профилактики безнадзорности и правонарушений несовершеннолетних», «Об образовании в Российской Федерации», «О занятости населения в Российской Федерации», а также целый ряд Указов Президента РФ, постановлений и распоряжений Правительства РФ, приказов и писем Министерств и ведомств, постановлений Пленума Верховного Суда РФ. В итоге сложилась парадоксальная ситуация, когда, при фактическом роспуске органа контроля за одурманивающими веществами, нормативно-правовая востребованность термина не только сохранилась, но и возрастала с каждым годом. В судебной практике определение одурманивающим веществам приходилось давать учёным-юристам: «Одурманивающие вещества — тривиальное название веществ, от которых наступает помрачение сознания».
Статус одурманивающих веществ, его применение в хозяйственном обороте, были совершенно неурегулированы ни одним нормативным актом. Более того, деятельность, связанная с оборотом одурманивающих веществ, действующим законодательством никак не была ограничена.  По мнению кандидата юридических наук Сергея Евтеева, отсутствие общего системного федерального закона об обороте одурманивающих веществ нарушает часть третью статьи 55 Конституции Российской Федерации, которая закрепляет защиту основ конституционного строя в интересах нравственности, здоровья, обеспечения обороны страны и безопасности государства. Принятие Федерального закона «Об ограничении оборота закиси азота в Российской Федерации» — это лишь частный случай, тогда как необходим системный подход и соответствующая правовая база.

### Региональный уровень
В сентябре 2012 года в России первыми решение запретить публичную продажу «веселящего газа» приняли депутаты Законодательного собрания Владимирской области, преодолев вето губернатора Владимирской области. При повторном голосовании, необходимым для этой процедуры, «за» закон высказались 27 депутатов, один — «против» и шесть воздержались. Региональные депутаты пошли на такой шаг после того, как на праздновании Дня города во Владимире закись азота без проблем мог приобрести любой желающий в шаговой доступности. Его можно было приобрести в любом ночном клубе областного центра. В итоге парламентарии решили запретить продажу закиси азота в общественных местах и внесли соответствующие изменения в региональный закон об административных правонарушениях. За распространение «веселящего газа» во Владимирской области грозил штраф от 4 до 100 тысяч рублей. За употребление закиси азота — административный штраф в размере от 3 до 4 тысяч рублей.

### Федеральный уровень
Законопроект, ограничивающий оборот газа, внесла в Государственную думу депутат Наталья Костенко ещё в 2018 году, но он погряз в согласованиях между депутатами, комитетом по охране здоровья Государственной думы и Правительством России. Осенью 2020 года на заседании Совета Федерации председатель Валентина Матвиенко выразила недоумение, что совершенно легально можно купить «лёгкий наркотик» в барах, на дискотеках и клубах. Она призвала обе палаты Федерального собрания к скорейшему принятию документа. В своих положениях проект закона запрещал распространение закиси азота физическим лицам, а за его продажу предлагалось ввести в Кодекс об административных правонарушениях отдельную статью со штрафными санкциями. После принятия закона председатель Государственной думы Вячеслав Володин назвал этот документ одним из самых важных решений в сфере здравоохранения за последние пять лет.

## Прохождение документа черезФедеральное собрание[24]
Условные обозначения:
335 — количество голосов «За»

2 — количество голосов «Против»

32 — число депутатов Государственной думы (сенаторов Российской Федерации), воздержавшихся при голосовании
| №  | Процедура принятия закона | ГД                                                           | СФ                  | Президент РФ | Примечания |
| -- | --- | ------------------------------------------------------------ | ------------------- | --- | --- |
| 1  | Регистрация законопроекта в Государственной думе ― 4 октября 2018 года |                                                              |                     | | Законопроект внесла субъект законодательной инициативы ― депутат Костенко Н. В. (фракция «Единая Россия») |
| 2  | Расширение круга инициаторов законопроекта |                                                              |                     | | Процедура заключается в том, что, помимо Костенко Натальи, законопроект начинают представлять и другие субъекты законодательной инициативы, в данном случае депутаты Государственной думы: Говорин Н. В., Бондарь О. А., Романов М. В., Ветлужских А. Л., Иванов В. В., Кобилев А. Г., Санина Н. П., Гетта А. А., Соломатина Т. В., Бикбаев И. З., Скруг В. С., Тимофеева О. В., Вторыгина Е. А., Водолацкий В. П., Косяненко Е. В., Боева Н. Д., Ищенко А. Н., Тетерин И. М., Гаджиев М. Т., Квитка И. И., Васильев А. Н. Вступление в силу федерального закона повышает «рейтинг» депутатов, которые поставили свои инициалы на стадии внесения законопроекта. |
| 3  | Отрицательное заключение Правительства РФ — 19 апреля 2019 года |                                                              |                     | | Концепция законопроекта об ограничении распространения закиси азота была поддержана правительством Медведева, однако в документе оно нашло существенные нестыковки и противоречия с действующим российским законодательством. |
| 4  | Снятие депутатами Государственной думы своей фамилии с законопроекта |                                                              |                     | | Сняли свои подписи практически все инициаторы, кроме автора законопроекта Костенко Н. В., а также Тимофеевой О. В., Говориным Н. В., Саниной Н. П., Косяненко Е. В., Ищенко А. Н. |
| 5  | В соответствии с пунктом 6 статьи 112 Регламента ГД Совет Государственной думы предложил инициаторам законодательной инициативы доработать законопроект с учётом мнения Правительства РФ и внести его в профильный комитет (по охране здоровья) | законопроект изменён в соответствии с п.6 ст. 112 Регламента |                     | | |
| 6  | Первое чтение (9 декабря 2020 года) | 382 0 1                                                      |                     | | |
| 7  | Второе чтение (принятие поправок) Второе чтение ― голосование «в целом» | 338 0 1 393 0                                                |                     | | «За» принятие поправок отдали голоса «Единая Россия» — 305 голосов, КПРФ — 30 голосов, ЛДПР — 1 голос, депутаты «вне фракций» — 2 голоса. ЛДПР (основная часть) и «Справедливая Россия» не голосовали. Воздержался Волков Юрий Геннадьевич (фракция ЛДПР). «В целом» голоса распределились следующим образом: за ЕР — 303 голоса, КПРФ — 31 голос, ЛДПР — 37 голосов, СР — 20 голосов, депутаты «вне фракций» — 2 голоса. |
| 8  | Третье чтение (второе и третье чтения состоялись 22 декабря 2020 года) | 396 0 Закон принят                                           |                     | | За ЕР — 303 голоса, КПРФ — 34 голоса, ЛДПР — 37 голосов, СР — 20 голосов, «вне фракций» — 2 голоса. |
| 9  | Рассмотрение закона в Совете Федерации, 495 заседание ― 25 декабря |                                                              | 141 0 Закон одобрен | | В Викитеке есть полный текст : Файл:Постановление Совета Федерации от 25 декабря 2020 года, 472-СФ.pdf |
| 10 | Прохождение закона у Президента РФ |                                                              |                     | Закон подписан и опубликован Федеральный закон «Об ограничении оборота закиси азота в Российской Федерации» от 29 декабря 2020 года, № 472-ФЗ | Вступил в силу с 1 января 2021 года. Опубликован на официальном ресурсе Интернет-портале www.pravo.gov.ru |
|    | В Викитеке есть полный текст: Файл:Постановление Совета Федерации от 25 декабря 2020 года, 472-СФ.pdf |                                                              |                     | | |

## Содержание закона
|  | В Викитеке есть полный текст: Федеральный закон от 04.02.2021 № 4-ФЗ |

|  | В Викитеке есть полный текст: Файл:Постановление Правительства РФ об утверждении перечня одурманивающих веществ.pdf |

## Производство закиси азота
Единственный в России производитель закиси азота ООО ТД «МедГазСервис» находится в Череповце Вологодской области. По данным ФСКН на 2012 год, завод производит до 1200 тыс. тонн закиси азота ежегодно.

## Критика закона
Нарколог Олег Стеценко полагает, что принятие данного закона только усугубит ситуацию. По его мнению, «подростки начинают употреблять, потому что им хочется быть теми, кого ненавидят, хочется идти против системы. Чем больше мы будем бороться с подростками-наркоманами, тем больше их будет. Было бы логичнее, если бы мы предложили этим людям медицинскую помощь. А так получается, что они не больные, а хулиганы, изгои и сбой системы».

## Молодёжный сленг
В молодёжном сленге вдыхание закиси азота обозначается фразеологизмом «дуть шары» или «дуть в шары».